# Gynandromyia gilvum
Gynandromyia gilvum är en tvåvingeart som först beskrevs av Verbeke 1962.  Gynandromyia gilvum ingår i släktet Gynandromyia och familjen parasitflugor.
Artens utbredningsområde är Kongo. Inga underarter finns listade i Catalogue of Life.